# Giulio Cirello
Giulio Cirello, né en 1633 à Padoue et mort à Padoue le 13 novembre 1709, est un peintre italien ; son nom apparaît à la corporation des peintres padouans en 1671 et de nouveau le 28  janvier 1674.

## Biographie

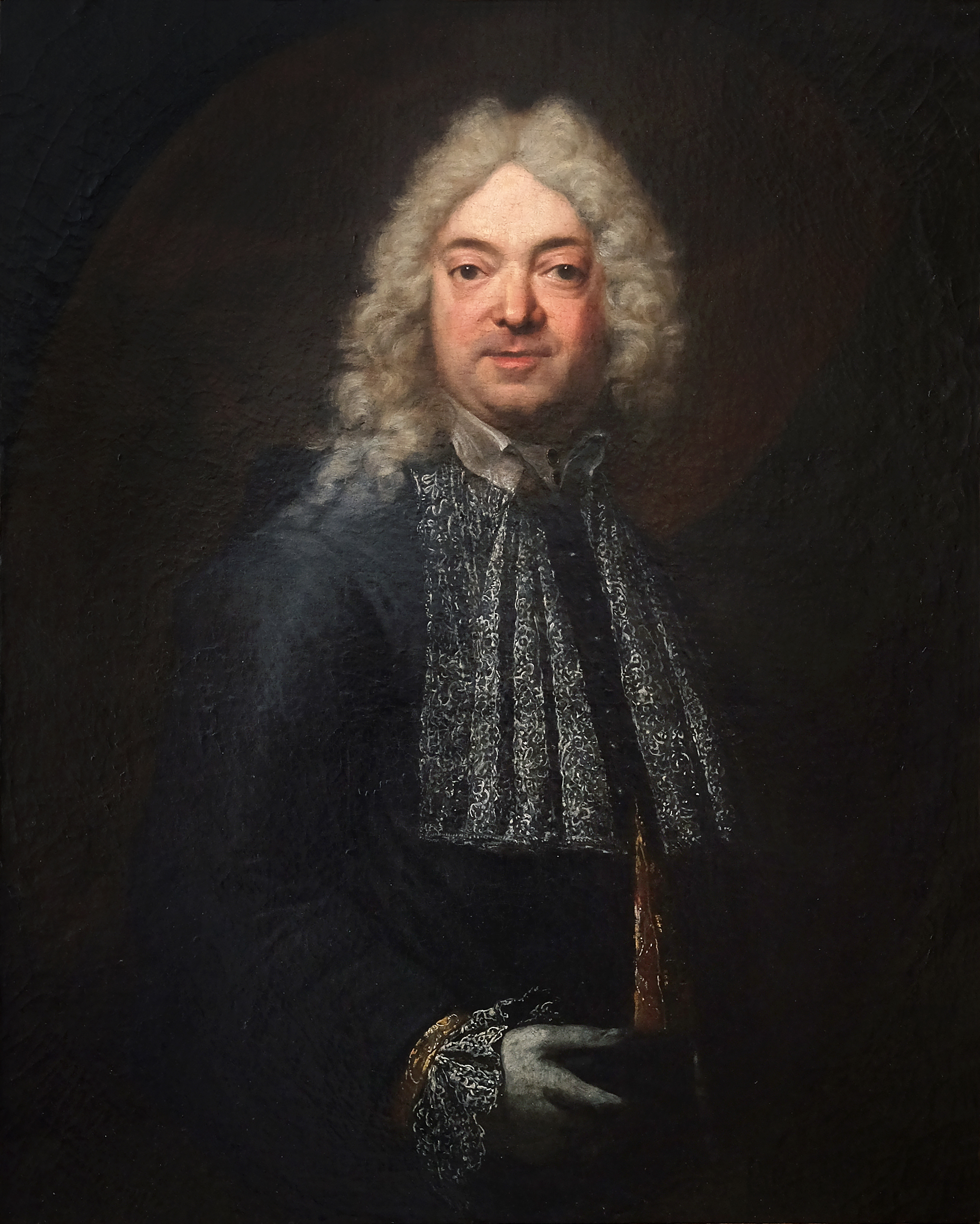
Portrait d'un gentilhomme (attribué à Cirello), vers 1698-1704, coll. particulière.

Cirello se forme à Padoue à l'atelier de Luca Ferrari. Actif dès 1650, sa production se concentre d'abord sur des sujets sacrés, en conformité avec le goût baroque tardif de l'aire vénitienne ; il fut apprécié en outre par ses qualités de portraitiste, inspiré par le style de Sebastiano Bombelli. 
Parmi ses œuvres les plus significatives, l'on peut citer La Couronnement d'épines du Seigneur. Marie-Madeleine de Pazzi en l'église des Carmes de Padoue, La Glorification de Jean-Baptiste Foscarini en l'église la Rotonde de Rovigo, Saintes Agathe, Lucie et Apollonie, en la basilique de Verolanuova, La Déposition en l'église S. Marziale de Venise, Le Miracle de saint Clément en l'église S. Clemente de Padoue, L'Adoration des bergers en l'église S. Maria del Torresino de Padoue, ainsi que le Portrait du comte Silvio Capodilista, au musée civique de Padoue.

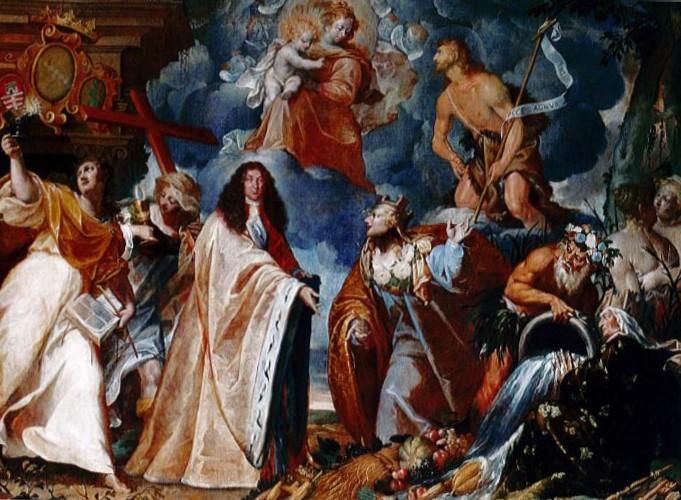
La Glorification de J.-B. Foscarini.